# Chomiec
Chomiec (deutsch Klarenwerder) ist ein kleines polnisches Dorf in der Woiwodschaft Westpommern. Es gehört zur Landgemeinde Sławno (Schlawe) im Powiat Sławieński.
Chomiec liegt südwestlich von Janiewice (Jannewitz) im Osten des Kreises Sławno an der Verbindungsstraße von Janiewice zur Woiwodschaftsstraße 205 Sławno – Polanów (Pollnow) und unweit des Jezioro Janiewieckie (Chomitzsee) an der Grabowa (Grabow). Bis 1945 war Wusterwitz (Ostrowiec) Bahnstation an der Kleinbahnstrecke Schlawe – Sydow (Żydowo) der Schlawer Bahnen, und Krangen-Bussin Bahnstation an der Reichsbahnstrecke Schivelbein – Zollbrück (Korzybie).
Im Jahr 1667 wurde Klarenwerder – wechselnd als Gut und als Vorwerk bezeichnet – von Adam von Podewils auf Krangen gegründet. Ursprünglich war es ein Lehnsbesitz. 1818 wurde es in ein Allodium umgewandelt und kam – als Erbe der letzten Grafentochter Auguste Friederike von Podewils in den Besitz ihres Ehemanns Werner von Blumenthal. Der Sohn verkaufte die gesamte Herrschaft Jannewitz an den Fürsten Karl Anton von Hohenzollern-Sigmaringen, dessen Enkel Fürst Friedrich von Hohenzollern-Sigmaringen den Besitz dann größtenteils an die Siedlungsgesellschaft mbH. Berlin veräußerte.
Von ihr erwarb die Ehefrau des Bauunternehmers Artur Knop aus Zanow das Vorwerk und verpachtete den landwirtschaftlichen Teil an Friedrich Rogahn. Das Forstamt Suckow war Betreiber der Forstwirtschaft mit Jagd, Fischerei und Sägemühle. Im 18./19. Jahrhundert war in der Grabow ein starker Lachsfang zu verzeichnen. Noch 1874 bestand ein Flusszoll an der Mühle.
Der Weiler Vorwerk Klarenwerder mit seinen 15 Gebäuden war vor 1945 ein Teil der Gemeinde Jannewitz im Amts- und Standesamtsbezirk Suckow im Amtsgerichtsbereich Schlawe und gehörte damit zum Landkreis Schlawe i. Pom. im Regierungsbezirk Köslin der preußischen Provinz Pommern. Nach 1945 wurde Chomiec ein Teil der Gmina Sławno im Powiat Sławieński der Woiwodschaft Westpommern (bis 1998 Woiwodschaft Słupsk).
Kirchlich gehörte Klarenwerder bis 1945 zum evangelischen Kirchspiel Krangen im Kirchenkreis Schlawe der Kirchenprovinz Pommern der Kirche der Altpreußischen Union.